# Club des chasseurs et explorateurs sous-marins de France
Le Club des Chasseurs et Explorateurs Sous-Marins de France (CCESMF), dénommé Club des Chasseurs Sous-Marins de France avant 1956, est un club sportif français basé à dans le 14e arrondissement de Paris, s'entraînant au stade nautique de Châtillon-Malakoff, à Châtillon, en région parisienne.
Il est le plus ancien club de plongée sous-marine parisien encore en activité et le deuxième plus ancien de France et du monde. Il est aussi l'organisateur du trophée de chasse sous-marine de la Vieille d'Or.

## Description
En juin 2016, le club compte environ 169 membres, dont 38 moniteurs et 2 médecins fédéraux. Il dispose de plusieurs sections : chasse et apnée, plongée bouteille, biologie marine et nage avec palmes.
Le club organise des passages de brevets et de niveaux reconnus par la fédération française d'études et de sports sous-marins (FFESSM) et la Confédération mondiale des activités subaquatiques (CMAS).
Le stade nautique de Châtillon-Malakoff où s'entraîne le club dispose de plusieurs bassins dont un d'une profondeur de 4 mètres. Des plongées sont organisées également à la fosse de Villeneuve-la-Garenne et en mer.

## Historique
L’origine du club remonte à la rencontre entre l'aventurier et conférencier Marcel Isy-Schwart et Jacques Gadreau au cours d'une partie de chasse sous-marine en Corse à l'été 1946. Se retrouvant à Paris, ils décident de créer un club de chasse sous-marine à la capitale avec une quinzaine d'autres passionnés de plongée.
Le club est fondé le 13 décembre 1946 à Paris sous le nom de club des chasseurs sous-marins de France. Le docteur Gilbert Doukan, qui sera par la suite l’auteur de plusieurs ouvrages sur la plongée et la chasse sous-marine, en est le premier président. Durant cette période, mensuellement, le club organise des prises de contact, des débats, des conférences et les grandes expéditions de chasse sous-marine du club figurent dans les publications nationales.
En juin 1948, le club des chasseurs sous-marins de France est l'un des sept clubs fondateurs de la Fédération des sociétés de pêche à la nage et d'études sous-marines, qui deviendra le 6 mai 1955 la fédération française d'études et de sports sous-marins (FFESSM). Le club en est de fait l'un de ses plus anciens membres.
En 1956, le club prend le nom de club des chasseurs et explorateurs sous-marins de France (CCESMF) à la suite de l'intégration croissante de plongeurs « à bouteilles ». Marcel Isy-Schwart devient le nouveau président.
En 1957, le club s'associe avec le Club Méditerranée et l’effectif passe de 262  à plus de 1 100 licenciés.
En 1958, le club organise la « Grande nuit sous-marine » qui accueille plus de 1 000 visiteurs à la piscine Deligny.
L’activité de plongée à bouteilles se développant toujours plus, le club devient en 1959 le premier club parisien à faire passer des brevets en mer, au Lavandou.
En 1962, le club organise et assure la sécurité de Fred Baldasare qui réussit la première traversée sous-marine de la Manche.
En 1967, le club est partie prenante dans la création de la première base fédérale située sur l'île d'Yeu.
En 1976, le club crée le trophée de la Vieille d'Or (compétition qui récompense le concurrent ayant pris la plus grosse vieille). Au fil des années la Vieille d'Or deviendra la compétition fédérale de chasse sous-marine la plus importante, comptant pour la coupe de France.
Depuis 1984, le club publie annuellement un journal, L'Écho des Tubas, qui a succédé au Tuba Vigoureux paru en 1981.

## Présidence
- 1946-1956 : Gilbert Doukan
- 1956-1958 : Marcel Isy-Schwart
- 1958-1960 : Roger Rives
- 1960-1963 : Jacques Dumas
- 1963-1965 : Bernard Flint
- 1965-1972 : Jean-Albert Foex
- 1972-1977 : Maurice Mazoire
- 1977-1981 : Jacques Roger
- 1981-1985 : Maurice Mazoire
- 1985-1988 : Christian Manasterski
- 1988-2002 : Michel Bardot
- 2002-2009 : Martial Tranchant
- 2009-2013 : Daniel Brochard
- Depuis 2013 : Hector Fenech

## Adhérents notables
Parmi ses illustres adhérents se trouvent le pionnier de la plongée sous-marine française Jean Foucher-Créteau, le commandant et explorateur océanographique Jacques-Yves Cousteau, l'aventurier et réalisateur Marcel Isy-Schwart, le cinéaste et écrivain spécialiste de la plongée et de la chasse sous-marine Jean-Albert Foëx, l'avocat et président de la CMAS Jacques Dumas ou encore le prince  Rainier III de Monaco.